# 内外服

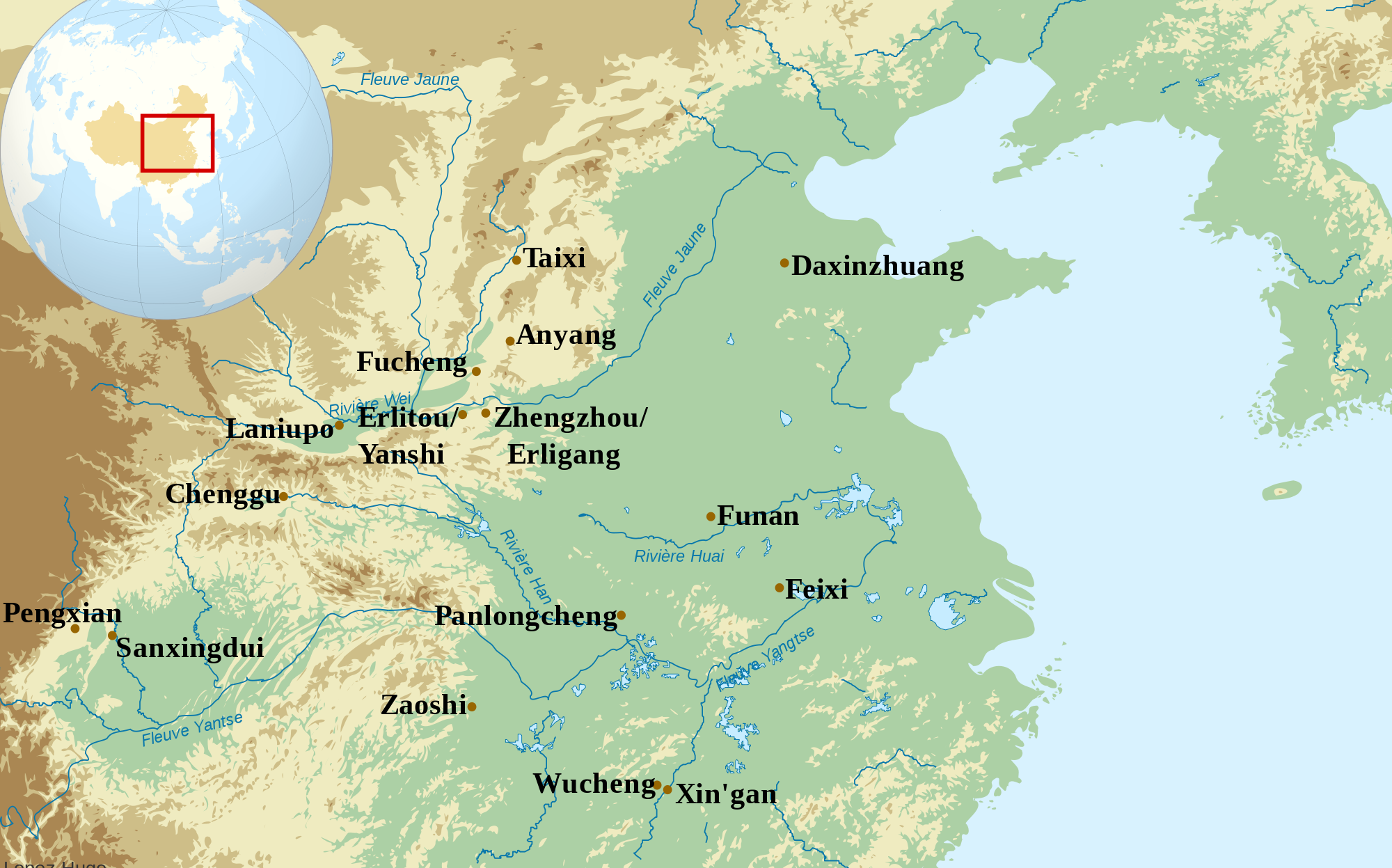

内外服制是商朝的一种制度。在此制度下，商朝分为内服、外服两个区域：内服是由商王直接统治的中心区域；外服是由商王分封或承认的各诸侯国。各诸侯国与商王是不平等的臣服关系，但独立性极高。

## 背景
夏商时期，生产力水平较为低下，交通较为不便，各个同宗族氏不能彼此居住较远，而是基本聚居在都城附近，即所谓内服地区。夏商相对来说是一个比较封闭的民族和文化共同体，其社会成员在组织上是比较单纯的。诸宗族组织中，血缘因素极为重要，形成了大面积的血缘聚居和对异族异姓的排斥心理。因而根据对王室服属关系的不同，形成了内服与外服的分化。内服以王室同姓或异姓姻亲为主，居住于都城附近；与王室关系疏远甚至没有血缘关系的异姓氏族即为外服。

## 产生
商汤灭夏后颁行一系列措施建立内外服的国家结构。

## 内服
内服之地主要为都城及附近区域，内服成员主要由商王的同姓及异姓姻亲诸多的族邦组成，并同时为朝廷的公卿大臣，具有服事商王的义务。

### 与商王同姓的内服成员

#### 王族
关于商代王族的构成有多种说法。学者朱凤瀚认为，“王族”是以在位的商王及其诸亲子为骨干，结合其他近亲而组成的族氏。:69学者沈长云认为，“王族”不仅指在任商王与其近亲的氏族，而应当包括与在位商王有某种血缘关系的多支氏族，包含了多个家族。
王族作为内服成员，拥有自己的属地；经常参加王室的祭祀活动；可以担任商王朝的官员服务于商王；有向商王纳贡、服役的义务。

#### 子族
子族指商王未继承王位的王子经过若干代繁衍而从王族分化出去所建立的分支家族，较王族的宗族地位要低一些:40。子族需要参加商王的征伐，负有向商王纳贡的义务。子族可以在朝廷内担任官职为商王服务。据考证，子族大多有以自己姓氏命名的属地，且距离当时的王都（今安阳）不远:57。

### 与商王异姓的内服成员

#### 多生
关于“多生”的解释有多种。学者张政烺认为：“‘多生’即多姓．即许多子族的族长……百姓亦即写作百生。”沈长云认为“多生”可作“多姓”或“多甥”。学者陈絮认为“多生”即“多甥”，且无论作何种读法，皆可视为与商异姓的商的姻亲贵族。多生作为异姓姻亲，除称谓上与王族和子族不同外，其与商王的服属关系基本与他们相同。多生有向商王纳贡的义务，也可在朝廷内担任官职。多生拥有自己的属地，与商王室有较稳定的姻亲关系。

## 外服
不同于内服，外服在卜辞中一般被称为“方”或“国”，如“盂方”、“多方”。外服有自己独立的统治者，与商朝并非直接的被统治关系。外服对于商王朝的服属主要建立在商朝的武力威慑上。
关于外服的具体数量，历史文献中有四服、五服、九服的分歧。《酒诰》：“侯甸男卫邦伯。”，《国语·周语上》：“夫先王之制，邦内甸服，邦外侯服，侯卫宾服，蛮夷要服，戎狄荒服。”，而《周礼·夏官·大司马》中提到的外服有候、甸、男、采、卫、蛮、夷、镇、蕃。

各外服对商王朝有相应的服事义务。外服需要对商王朝纳贡，且需要参加征战。商汤时期右相伊尹拟定的《伊尹四方献令》中规定了各方国在朝贡商王时应携带的贡品：
正东符娄、仇州、伊虑、沤深、九夷、十蛮、越沤、文身，请令以鱼皮之稗、铡之酱、利剑等为献。
正南瓯邓、桂国、损子、产里、百濮、九菌，请令以珠玑、玳瑁、象齿、文犀、翠羽、菌鹤、短狗为献。
正西昆仑、狗固、鬼亲、杞巳、贺胸、雕题、离丘、漆齿，请令以月青、白旄、江历、龙角、神龟等为献。

正北空同、大夏、莎车、姑地、旦晰、豹胡、代翟、匈奴、楼烦、月氏、谶犁、其龙、东胡，请令以橐驼、白玉、野马、良弓等为献。
外服距商朝统治中心较远，时有叛乱发生。

## 内、外服关系
原始氏族部落内部的民主平等思想还相当长期地存在于早期国家政体中，各方国之间基本保持平等关系，而内外服间关系实际上“犹后世诸侯之盟主，未有君臣之分也”。
据卜辞与历史文献记载，商曾与彭、韦、相、井等众多方国形成内外服关系，伊尹、保衡、巫咸等人为诸方国的首领，同时也是大巫，代表方国势力与神权势力。各方国首领、大巫通过卜筮，实现方国联盟内部的权力分配。维持内外服政体的存在。至商代后期，尤其是帝辛时期，商王将原本属于各方国的卜筮权逐渐收归，打破了原有的政治平衡，导致许多方国转而背向周，并重新结成联盟。
商王朝在通过军事征伐或武力威慑使方国臣服后，还在祭祀方面对方国加以影响。商王祭祀时，方国须助祭。商王还时常到方国内举行祭祀仪式。商王朝也常有来自不同方国的贞人从事占卜、祭祀活动。